# Чемпионат мира по тяжёлой атлетике 1898
Чемпионат мира по тяжёлой атлетике 1898 года — 2-й личный чемпионат мира, который прошёл 31 июля — 1 августа 1898 года в Вене (Австро-Венгрия) на открытой площадке «Пратер». В первенстве приняли участие 11 атлетов из трёх стран. Россию представляли два спортсмена.
Атлеты не были поделены по весовым категориям. Программа чемпионата состояла из 14 упражнений. Снаряды — насыпные штанги и чугунные «бульдоги» Победитель определялся по сумме очков, присуждаемых за место в каждом упражнении: за 1-е место — 1 очко, за 2-е — 2 очка и т. д.
Чемпионом мира стал австрийский атлет Вильгельм Тюрк, призёрами — Эдуард Биндер (Австро-Венгрия) и Георг Гаккеншмидт (Россия).
Российский атлет Георг Гаккеншмидт в трёх упражнениях из 14-ти получил высшую оценку жюри: в выжимании правой рукой 50 килограммов (19 раз подряд), в рывке левой рукой (85,5 килограммов) и выкручивании правой рукой (110 килограммов). Второй участник чемпионата, представляющий Россию, Г. Мейер получил серебряную награду за упражнение жим двумя руками в солдатской стойке.
Параллельно мировому первенству в Вене проходил чемпионат Европы по французской борьбе, где Георг Гаккеншмидт стал чемпионом.

## Результаты чемпионата
| Место | Спортсмен         | Страна         | Вес атлета (кг) | Сумма очков |
| ----- | ----------------- | -------------- | --------------- | ----------- |
| 1     | Вильгельм Тюрк    | Австро-Венгрия | 117,5           | 30          |
| 2     | Эдуард Биндер     | Австро-Венгрия | 128             | 41          |
| 3     | Георг Гаккеншмидт | Россия         | 93              | 46          |

## Медальный зачёт
(Жирным выделено самое большое количество медалей в своей категории)
| Место | Страна         | Золото | Серебро | Бронза | Всего |
| ----- | -------------- | ------ | ------- | ------ | ----- |
| 1     | Австро-Венгрия | 1      | 1       | 0      | 2     |
| 2     | Россия         | 0      | 0       | 1      | 1     |
| Всего | Всего          | 1      | 1       | 1      | 3     |

## Источник
- Тяжелая атлетика. Справочник (редакторы А. Алексеев, С. Бердышев). — М., «Советский спорт», 2006. ISBN 5-9718-0131-7